# Porvatten
Porvatten är det vatten som finns i jordars porer. Vattnet kan vara mer eller mindre bundet till den fasta materian (fasta kornen i jorden). Porvattnet kan därför delas upp i fritt porvatten (grundvatten) och bundet porvatten (markvatten). Det finns både mekaniska och kemiska krafter som binder vattnet till kornen. Den mekaniska orsakas av kapillärkrafter.
I jordar utövar porvattnet ett portryck. I grovkornig jord motsvarar trycket ofta det hydrostatiska tryck som uppstår från grundvattenytan och neråt.